# Radiator
| Recensione | Giudizio |
| ---------- | -------- |
| AllMusic   |          |

Radiator è il secondo album discografico in studio del gruppo musicale gallese Super Furry Animals, pubblicato nel 1997.

## Tracce
1. Furryvision – 1:26
2. The Placid Casual – 2:49
3. The International Language of Screaming – 2:14
4. Demons – 5:11
5. Short Painkiller – 0:38
6. She's Got Spies – 4:43
7. Play It Cool – 3:16
8. Hermann ♥'s Pauline – 4:43
9. Chupacabras – 1:26
10. Torra Fy Ngwallt Yn Hir – 1:54
11. Bass Tuned to D.E.A.D – 3:20
12. Down a Different River – 5:37
13. Download – 3:19
14. Mountain People – 6:18

## Formazione
- Gruff Rhys - voce, chitarre
- Huw Bunford - chitarre, cori
- Cian Ciaran - tastiere
- Guto Pryce - basso, piano
- Dafydd Ieuan - batteria, percussioni, cori, piano